# Пјанибије (Кјети)
Пјанибије (итал. Pianibbie) је насеље у Италији у округу Кјети, региону Абруцо.
Према процени из 2011. у насељу је живело 62 становника. Насеље се налази на надморској висини од 211 м.